# Argumentační klam
Argumentační klam (též řečnický trik nebo argumentační faul) je v řečnictví takový výrok, jehož smyslem je porazit či přesvědčit oponenta bez ohledu na pravdivost zastávaných názorů.[zdroj⁠?!] Podstatou argumentačního klamu bývá nenápadné porušení pravidel logického důkazu, působení na emoce místo na rozum, případně obojí.[zdroj⁠?!] Argumentační klamy bývají oblíbenou součástí argumentace propagandy a manipulátorů. Rozlišujeme (Aristotelés aj., resp. viz zde v dalším odstavci uvedení František Koukolík a Jana Drtilová) jich celou řadu a každý se dále často dělí podle jemných rozdílů v použití.
Argumentační klamy a jejich různé druhy byly rozlišovány již Aristotelem (provedl jejich analýzu a klasifikaci ve spise O sofistických důkazech), rádi je promýšleli i středověcí logikové. Tento článek uvádí výběr z rozdělení podle Koukolíka a Drtilové.
Pokud řečník porušil pravidla logického důkazu nezáměrně, pak mluvíme o argumentačním omylu či řečnické chybě. Argumentační klamy (logické klamy) však lidé používají zcela běžně nevědomky na podporu svých jakýchkoliv přesvědčení, kulturních vzorů atd., kdy tak často uvádějí sebe a ostatní v omyl. Naopak záměrné agresivní vedení sporů zaměřené na vítězství za každou cenu bez ohledu na pravdivost argumentace a prosazovaných tvrzení je označováno jako eristická dialektika (eristika).
Jeden z nejúplnějších rozborů logických klamů, včetně příkladů použití a podrobnějšího popisu, jak s nimi zacházet, přinesla kniha Eristická dialektika německého filosofa Arthura Schopenhauera.

## Klamy spočívající v odvádění pozornosti

### Falešné dilema

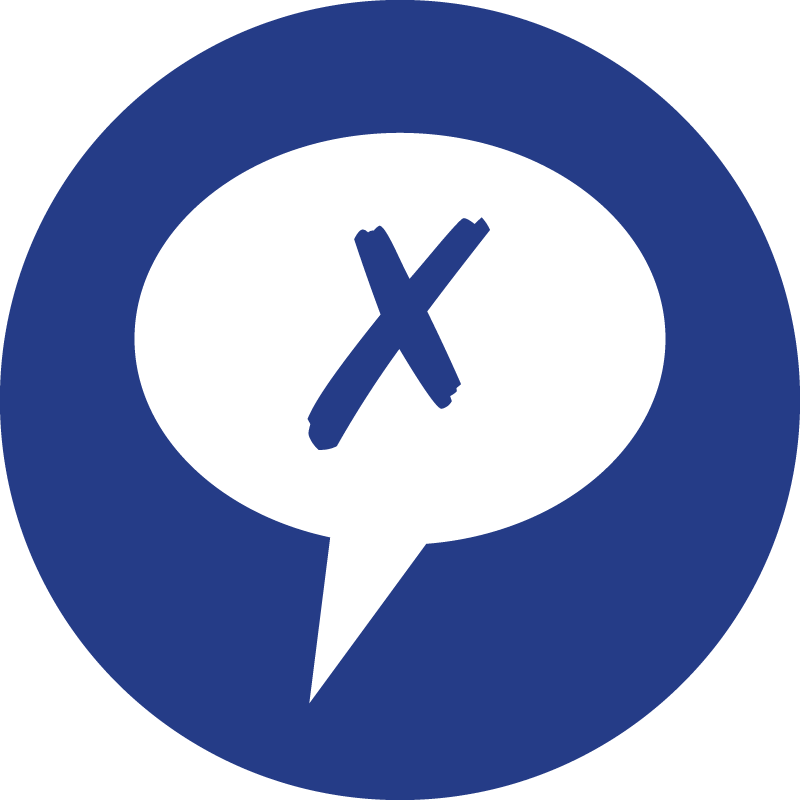
Symbol argumentačního klamu

Falešné dilema vyvolává dojem, že existují pouze dvě (nebo tři, či více) možností tam, kde jich je ve skutečnosti celá škála. Je naprosto běžný v prakticky veškerých sporech a je základem mnoha následujících klamů.
- Kdo (ne)volí XY, je vlastizrádce.
- Jestli nepůjdeš na vysokou, skončíš na dlažbě.

Samotné dilema však ještě není argumentačním klamem: v mnoha případech oslovený skutečně má pouze dvě možnosti (například rozsudek v trestním řízení může být buď odsuzující, nebo zprošťující, jiná možnost neexistuje). V takové situaci je postavení dilematu zcela legitimní. Věty typu „kdo není se mnou, je proti mně“, které se někdy uvádějí jako příklad argumentačního klamu, jsou tedy ve skutečnosti klamem pouze v situacích, kdy skutečně existuje více možností.

### Argument oslovující nevědomost (ad ignorantiam)
Argument z nevědomosti (argumentum ad ignorantiam) je založen na tom, že se z toho, že určité tvrzení není dokázáno, vyvozuje jeho nepravdivost, nebo naopak z toho, že určité tvrzení není vyvráceno, vyvozuje jeho pravdivost. Argument z nevědomosti lze obecně formulovat takto:
- Neexistuje žádný důkaz, který by dokazoval tvrzení P, tudíž tvrzení P není pravdivé.
- Neexistuje žádný důkaz, který by vyvracel tvrzení P, tudíž tvrzení P je pravdivé.

I nedokázaná tvrzení nicméně mohou být pravdivá (a nevyvrácená nepravdivá):
- Ve vesmíru není znám žádný mimozemský život, tudíž mimozemský život neexistuje.
- Podezřelý nemá alibi, tudíž je vinen. To, že podezřelý má alibi (lze dokázat, že byl v době spáchání zločinu na jiném místě), sice znamená, že je nevinen, pokud ale alibi nemá, samo o sobě to neznamená, že je vinen.
- Policii se nepodařilo najít žádné důkazy proti podezřelému, proto je bezpochyby nevinen.

Argument z nevědomosti vychází z principu falešného dilematu, kdy se každé tvrzení, které nebylo dokázáno, považuje za nepravdivé (nebo každé tvrzení, které nebylo vyvráceno, považuje za pravdivé). Ačkoli všechna dokázaná tvrzení jsou pravdivá a všechna vyvrácená tvrzení nepravdivá, přesto neplatí, že by všechna nedokázaná tvrzení byla nepravdivá nebo všechna nevyvrácená tvrzení pravdivá. Tvrzení, které nebylo dokázáno ani vyvráceno, může být stejně dobře pravdivé jako nepravdivé, a existují pravdivá tvrzení, která nelze dokázat, a nepravdivá tvrzení, která nelze vyvrátit. (Ze dvou tvrzení Celkový počet atomů ve vesmíru je sudý a Celkový počet atomů ve vesmíru je lichý je podle zákona o vyloučení třetího jedno jistě pravdivé a druhé nepravdivé, ani jedno však nelze dokázat nebo vyvrátit.)

### Šikmá plocha (slippery slope)
Tvrdí bez důkazů, že určité rozhodnutí nutně povede k sérii dalších, a ve svém důsledku způsobí celý řetěz neblahých následků. Základem klamu je opět falešné dilema.
- Když povolíme volné pobíhání psů po parcích, lidé si je budou bez košíků brát i do autobusů a za chvíli i na palubu letadel, a od toho už je jen krůček k tomu, aby pokousali pilota a způsobili leteckou katastrofu.

Tento typ klamu je třeba odlišovat od důkazu sporem (reductio ad absurdum), kdy se dokazuje nesprávnost protivníkova tvrzení tím, že se ukáže, že skutečně vede k nesmyslným či nepřijatelným důsledkům. Rozdíl je v tom, že u důkazu sporem jde o důsledky, které z oponentova tvrzení skutečně nutně vyplývají, zatímco u argumentu šikmou plochou jde o důsledky, k nimž by navrhované rozhodnutí mohlo, ale nemuselo vést. Důkaz sporem je na rozdíl od argumentu šikmou plochou zcela legitimní metodou dokazování.
Opačným způsobem využívá týž mechanismus salámová metoda, jež spočívá v tom, že se návrh, který by byl jako celek odmítnut, rozdělí na řadu dílčích návrhů tak, aby se dílčí návrhy oponentovi jevily jako samy o sobě neproblematické nebo jako málo významné ústupky. Tyto dílčí návrhy jsou prezentovány „plátek po plátku“, izolovaně, zdánlivě bez vzájemné souvislosti a s dostatečným odstupem v průběhu delšího časového období, aby si oponent nemohl uvědomit, k jakému cíli vlastně směřují. Sporné body se navrhnou teprve tehdy, kdy je návrh z větší části prosazen (nebo dokonce realizován) a jejich odmítnutí by bylo pro oponenta ještě problematičtější než jejich přijetí.

### Zavádějící otázka
Spíše než argumentační klam je zavádějící otázka (anglicky loaded question) pokus dovést oponenta k určitému pro něj nevýhodnému výroku nebo návrhu. Vychází z principu falešného dilematu. Tvrzení, k němuž se tazatel snaží dotazovaného dovést, je v zavádějící otázce skryto jako presupozice, takže ať dotazovaný odpoví jakkoli, z jeho odpovědi bude vyplývat, že presupozici přijímá. Presupozice může být vyjádřena různými jazykovými prostředky, někdy dokonce formálně vyjádřena ani být nemusí a vyplývá jen z kontextu. Správnou reakcí je na zavádějící otázku neodpovídat a místo toho odmítnout předpoklad, který v ní je obsažen.
- Otázka „Přestal jste už bít svou ženu?“ má smysl pouze tehdy, je-li pravdivá její presupozice: „Dotazovaný někdy v minulosti bil svou ženu“. Pokud tedy dotazovaný odpoví „ano“, připustí, že ji v minulosti bil, pokud odpoví „ne“, bude z toho vyplývat, že ji stále bije. Správnou reakcí je odmítnout presupozici: „Nikdy jsem svou ženu nebil.“
- „Zoologická zahrada v Kocourkově má nižší dotace než zoologická zahrada v Kotěhůlkách. Co proti takové donebevolající nespravedlnosti uděláte?“ Otázka obsahuje presupozici, že rozdíl v dotacích je nespravedlivý a že dotazovaný má nějakým způsobem zajistit, aby byly dotace pro kocourkovskou zoo vyšší. Dotazovaný je de facto manipulován do role bojovníka za vyšší dotace pro zoo v Kocourkově. Podrobnější zkoumání by přitom mohlo ukázat, že na daném jevu vlastně není nic nespravedlivého a zoo v Kocourkově má nižší dotace proto, že je menší a má menší výdaje.
- Moderátorka Lesley Stahlová položila v roce 1996 tehdejší velvyslankyni USA při OSN Madeleine Albrightové v souvislosti s americkými hospodářskými sankcemi proti baasistickému Iráku tuto otázku: „Slyšeli jsme, že zemřelo už půl milionu dětí. To je víc dětí, než zemřelo v Hirošimě. Opravdu si myslíte, že to za to stojí?“ Otázka obsahuje zavádějící presupozici, že zvýšení dětské úmrtnosti v Iráku je důsledkem hospodářských sankcí. Manipulace je navíc posílena hraním na city, irelevantním srovnáním s útokem na Hirošimu a smyšleným číselným údajem. Správnou reakcí by bylo odmítnout zavádějící premisu a zdůraznit, že sankce nejsou namířeny proti civilnímu obyvatelstvu a že za špatnou humanitární situaci v Iráku má zodpovědnost irácký režim. Místo toho však Albrightová presupozici přijala a odpověděla: „Je to těžká volba, ale myslíme si, že to za to stojí,“ což vyznívá jako uznání toho, že USA jsou zodpovědné za zvýšení dětské úmrtnosti v Iráku.[2]

### Úhybný manévr (red herring)
V angličtině výraz znamená původně uzený sleď, obrazně (často v detektivkách) falešná stopa (na základě historky, ve které se uzeným sleděm taženým přes území lovu nechali svést honicí psi ze stopy). V diskusích se jedná o odvedení pozornosti od meritu věci k nesouvisejícímu tématu. V anglofonním světě se v určitých případech používá i termín whataboutism/whataboutery (česky whataboutismus).
- Podstatu klamu vystihuje anekdota: USA: Kolik je v SSSR průměrný plat kvalifikovaného dělníka? SSSR: A vy zase bijete černochy!
- Manžel: Opravdu si nemůžeme dovolit norkový kožich. Pracuji dvanáct hodin denně a i tak máme sotva na nájem. Manželka: A na tu mladou servírku tehdy před deseti lety jsi peníze měl, co?!
- (k policistovi): Vy mně chcete dát pokutu za přechod na červenou? A víte, že v našem městě řádí zloděj? Toho byste měli chytat!

### Zahlcení slovy (Gish gallop)
Ve slovním duelu jeden řečník v jemu určeném čase vychrlí tolik informací (ať pravdivých či nepravdivých), že jeho oponent nemá kapacitu všechny rozebrat a korigovat, natož vyjádřit své stanovisko.
Gish gallop je efektivní v diskuzích více lidí, kde je malý časový limit na vyjádření jednoho člověka – často v komentovaných zprávách, kde na celý segment je vyhrazeno jen několik minut a na jednu odpověď jen desítky sekund. Pokud původní řečník vypustí více než 7 nepravd (kde 7 je průměrný počet informací, který si člověk dokáže udržet v krátkodobé paměti), pak jeho oponent má problém nejen všechny tyto nepravdy uvést na pravou míru, ale vůbec si je na povel jednu po druhé vybavit. Pokud spolu s tím špatně zvládá hektické prostředí, rušení ze strany jiných lidí a/nebo konverzi rozsáhlejších myšlenek do několikasekundových bodů (v angličtině: sound bites), může i „gish galloper“ vyznít jako vítěz nad oponentem s lepšími argumenty.

### Skandální novinka (dead cat strategy / mrtvá kočka)
je komunikační strategie odvozená z předchozích dvou. Cílem je odvést diskusi (ve veřejném prostoru) od tématu nepohodlného zadavateli na téma méně významné, ale poutající pozornost nebo i šokující. Za autora je považován australský politický stratég Lynton Crosby (nar. 1956): Pokud na připraveném jídelním stole najde společnost chcíplou kočku, rázem se hovor stočí od tématu nepříjemného pro hostitele na tuto skandální novinku. Příkladem z českého mediálního prostoru může být období květen až červen 2017, kdy rozsáhlá diskuse  k prezidentské milosti pro Jiřího Kajínka a řada reportáží po jeho propuštění z vězení vytlačily ze sdělovacích prostředků téma odvolání místopředsedy vlády kvůli skandálu neodvádění daní a úkolování novinářů v médiích.

### Argumentum ad lapidem
Argumentum ad lapidem spočívá v tom, že řečník nepohodlné tvrzení bez dalších argumentů odmítne jako „očividně“ nesmyslné nebo jinak nevěrohodné a tak se vyhne nutnosti jej vyvracet.
- Podle Koperníka se prý Země otáčí kolem Slunce. O takovém nesmyslu se odmítám bavit!
- To je přece už na první pohled konspirační teorie, na tom nemůže být ani zbla pravdy. Jak tomu vůbec můžeš věřit?

Označení argumentum ad lapidem („argument kamenem“) pochází z výroku Samuela Johnsona, který zareagoval na filosofickou teorii George Berkeleyho, podle níž, zjednodušeně řečeno, hmotné předměty reálně neexistují, ale vjemy vznikají uvnitř mysli bez ohledu na okolní svět, slovy: „Vyvracím ji takhle“, načež kopl do velkého kamene. Možnost kopnout do kamene (přesněji vnímat akt kopnutí do kamene) samozřejmě nedokazuje, že kámen jako hmotný předmět reálně existuje a není pouhou představou. Johnson místo skutečného důkazu představil tvrzení tak, aby vyznělo směšně a zdálo se být v rozporu s obecnou zkušeností.

## Klamy oslovující emoce

### Argument vzbuzující soucit
Místo věcné argumentace se snaží působit na city.
- Pracoval jsem na svém projektu celý týden. Když jej odmítnete, ztratí můj život smysl.

### Argument poukazující na důsledky
Tvrdí, že z přesvědčení nebo teorie plynou (údajně) nepřijatelné důsledky, a z toho vyvozuje, že musí být mylná.
- Lidé musí být nadřazeni zvířatům. Jaký by jinak byl smysl naší existence?

### Kvalifikující jazyk
Spojuje žádoucí výrok s pozitivním označením a vyvolává dojem, že jeho odmítnutím se posluchač automaticky řadí do opačné skupiny.
- Každá rozumná hospodyně ví, že bez MegaČistidla4000 je kuchyně k ničemu.
- Hodné dítě na strýčka nedonáší.
- Každá slušná rodina chodí do kostela.

### Společenský apel (bandwagon fallacy,argumentum ad populum)
Zdůvodňuje myšlenku tím, že s ní ostatní souhlasí. To přitom nemá na její faktickou správnost žádný vliv.
- Znárodnění je správné, protože ho podporuje 98 % lidí.
- Všechny děti ve třídě přece mají koloběžku/mobil!
- Každý rodič dá někdy dítěti na zadek!

## Záměna předmětu

### Útok na člověka (argumentum ad hominem)
Zlehčování oponentova tvrzení poukazem na jeho osobní vlastnosti nebo konflikt zájmů, případně obojí.
- To se dalo od recidivisty čekat.
- Té práci se nedá věřit, napsal ji jen proto, aby ho nevyhodili ze školy.
- Jsi mladý a nemá smysl o tom tématu s tebou jakkoliv diskutovat!

Jednou z forem argumentu ad hominem je také poukázání na pokrytectví (anglicky appeal to hypocrisy nebo tu quoque), založené na tom, že osoba, která teoreticky zastává nějaké tvrzení, se jím sama v praxi neřídí.
- A: Je třeba zakázat kožešinové farmy. B: Zameť si před vlastním prahem, vždyť ty sama máš ve svém šatníku pět norkových kožichů.
- Katolická církev hlásá lži, protože někteří její duchovní se dopustili sexuálního zneužívání.

Ve skutečnosti to, že někdo zastává určité tvrzení, kterým se v praxi neřídí, sice může zpochybňovat morální integritu zastánce (která není předmětem diskuse), ale nikoli pravdivost konkrétního obhajovaného tvrzení. I tvrzení, které jeho zastánce nedodržuje, může být pravdivé.

### Klam vyžadování odbornosti kritika (appeal to accomplishment)
- Jak můžeš říct, že ta krasobruslařka má pomalé piruety? Zabruslil bys snad její sestavu líp?
- Kolik celovečerních filmů jste natočil, že si dovolujete tohoto režiséra kritizovat?

### Dovolávání se autority
Dovolávání se autority (argumentum ad verecundiam nebo argumentum ab auctoritate) spočívá v tom, že se na podporu určitého tvrzení uvede, že s ním souhlasí nějaký pramen, který je považovaný za autoritativní (např. významný odborník, organizace, která se zabývá danou problematikou, známá publikace na dané téma). Ačkoli lze předpokládat, že kvalitní odborná publikace obsahuje převážně pravdivá tvrzení, že významní odborníci rozumějí své problematice a podobně, samotný fakt, že se tvrzení těší podpoře autorit, neznamená, že je toto tvrzení pravdivé. Existují nicméně oblasti, ve kterých se určitý autoritativní pramen přijímá jako nezpochybnitelný (např. platná právní norma v právu, platná jazyková kodifikace v preskriptivní lingvistice), protože jeho závaznost není dána logickou argumentací, ale jinými důvody (v právu legitimitou zákonodárce).
V některých případech také není možné určité tvrzení v diskusi dokázat např. pro nedostatek času nebo z toho důvodu, že je přesný důkaz vysoce odborný a pro dané publikum by byl nesrozumitelný. V takovém případě může být odvolání na autoritu účelnou „zkratkou“ skutečného důkazu.
Argumentačním klamem nicméně je citovat autoritu v jiné oblasti (významného biologa lze citovat jako autoritu v oblasti biologie, ačkoli ani zde to neznamená, že by byl neomylný, ale v oblasti dějin umění nemá jeho autorita žádný význam), prezentovat méně významné vědce jako špičkové odborníky či vydávat okrajové názory jednotlivců za obecné mínění vědecké veřejnosti (což pro laika může být obtížné či nemožné rozeznat). Jinou variantou je zamlčet, že je daný problém mezi vědeckou veřejností sporný, a uvést jen názor jedné ze stran. Argumentačním klamem rovněž je tvrzení vytrhnout z kontextu a např. citovat jako fakt tvrzení, které daná autorita vyslovila jen jako hypotézu, nebo uvádět jako všeobecně platné tvrzení něco, co autorita uvedla jako výjimečný případ.
- Píšou to na Wikipedii, tak to musí být pravda.
- Toto tvrzení z oblasti sociologie podporoval Albert Einstein. Ačkoli byl Albert Einstein mimořádně významný fyzik, pro oblast sociologie nemá jeho autorita žádný význam.
- Fyzika podporuje existenci telepatie, protože, jak napsal laureát Nobelovy ceny za fyziku Brian David Josephson: „Je mnoho důkazů ve prospěch telepatie, ale články o tomto tématu jsou neprávem zavrhovány.“ Ačkoli je profesor Josephson významný fyzik a dlouhodobě se zabývá parapsychologií, v kontextu výzkumu telepatie je jeho názor spíše ojedinělý a nelze jej prezentovat jako názor celé vědecké komunity.
- Jak zjistil významný odborník prof. XY ve své slavné studii, kouření cigaret může prodloužit život až o dvacet let. Profesor XY je ve skutečnosti málo významný vědec z provinční univerzity, který se zabývá primárně jinými tématy, zmíněná studie byla vědeckou veřejností obecně odmítnuta pro metodologická pochybení a existuje důvodné podezření, že výzkum byl vytvořen na zakázku tabákových společností – tyto skutečnosti však zastánce tvrzení neuvádí.
- Do salátu Caesar patří kuřecí prsa, protože je tam dává Zdeněk Pohlreich. Recept na Caesar salát z pořadu Zdeňka Pohlreicha skutečně obsahuje kuřecí prsa,[7] zároveň však jiné autority v dané oblasti (např. Vladimír Poštulka[8]) tuto úpravu odmítají. Celá záležitost je tedy mezi odbornou veřejností sporná.

### Anonymní autorita
Klam se odvolává na nepojmenovaný, ale údajně dobře informovaný zdroj. Elegantní způsob šíření smyšlených faktů (faktoidů).
- Jak uvedl dobře informovaný zdroj, ministr kultury se v noci bojí a zalézá pod postel.
- Experti zjistili, že Michael Jackson je ve skutečnosti žena.
- V poslední době se tvrdí, že čtyři nemusí být celé číslo.

### Argument špatným argumentem
Argument špatným argumentem (anglicky fallacy fallacy, fallacist's fallacy apod.) znamená, že se vyvrácení nesprávného argumentu zaměňuje za vyvrácení celého tvrzení. To, že tvrzení bylo zdůvodňováno nesprávnými důvody, samo o sobě neznamená, že je nepravdivé, jeho nepravdivost je třeba dokázat jinak.
- A: „Každá kočka má šest nohou. Sókratés nemá šest nohou, tudíž Sókratés není kočka.“ B: „Tvůj argument je nesprávný, protože kočky mají normálně čtyři nohy, ne šest. Tudíž Sókratés je kočka.“
- „Napsali o mně, že jsem nevzdělaný idiot. To je argument ad hominem, což je argumentační klam, tudíž mám pravdu.“

## Induktivní klamy
Induktivní úvaha spočívá v odhadu vlastností celku na základě zkušeností s jeho částí. Induktivní klamy vyplývají z nedodržování základních statistických pravidel.

### Unáhlené zobecnění
Usuzování na vlastnosti celku na základě příliš malého vzorku.
- Ekonomové neumějí psát na stroji. Znal jsem jednoho, a ten si při tom málem zlámal ruce.
- Metalisti jsou homosexuálové. Znám jednoho, a ten je gay.

### Nereprezentativní vzorek
Vzorek, na jehož znalosti zakládáme svou úvahu, je třeba i poměrně velký, ale neodpovídá rozložení celku.
- Bleskový průzkum veřejného mínění, provedený dnes odpoledne ve foyer obchodu Hugo Boss, prokázal, že Češi považují svoji životní úroveň za uspokojivou.
- Bleskový průzkum v Poslanecké sněmovně potvrdil, že lidé jsou spokojeni s politikou.

### Klamná analogie
Řečník klade vedle sebe dva různé jevy, které jsou si do jisté míry podobné, a bez patřičného zdůvodnění tvrdí, že má-li jeden nějakou vlastnost, musí ji mít i druhý.
- Zákonitosti finančního trhu jsou jako přírodní zákony. Ani jedny nemůžeme změnit.

Zejména v internetových diskusích je oblíbenou aplikací klamné analogie poukaz na nějakou skutečnou nebo domnělou podobnost mezi oponentem a Adolfem Hitlerem, eventuálně nacistickým režimem (reductio ad Hitlerum, viz také Godwinův zákon), případně analogii s jinými historickými postavami, které dané publikum hodnotí podobně negativně.
- Tak ty jsi vegetarián? A víš, kdo byl ještě vegetarián? Hitler! Takže budeš určitě taky nacista!
- Státní podpora porodnosti je typická pro nacistické režimy. Tudíž ji žádný slušný politik nemůže prosazovat.

Reductio ad Hitlerum může mít také charakter genetického klamu (viz níže):
- Tento politik je nedůvěryhodný, protože jeho vzdálený příbuzný byl za druhé světové války členem NSDAP.

### Lenivá indukce
Závěr induktivního úsudku je odmítnut, přestože existuje dostatek důkazů na jeho podporu.
- Pan F. byl dnes ráno zadržen policií celý od krve, když se pokoušel hodit do obecní přehrady velký barel se zatím nezjištěným obsahem. Jak tisku řekl ředitel policie, shodou okolností bratr zadrženého, zatím nebyly nalezeny žádné stopy naznačující, že by celá záležitost mohla souviset se včera oznámeným zmizením tchyně pana F.

### Klam daný vyloučením
Aby bylo dosaženo žádoucího úsudku, je někdy nezbytné nevyhovující skutečnosti z úvahy vyloučit, a to například jejich zamlčením.
- Ředitel zvěřince překročil své pravomoci, když lamě, tučňákovi a ptakopyskovi zkrátil příděl pohanky. O přídělech pohanky přitom má právo rozhodovat jen kolegium chovatelů. Stěžovatel přitom opomněl uvést, že zkrácení přídělu pohanky pro tučňáka a ptakopyska prosadil u ředitele on sám ve chvíli, kdy kolegium chovatelů mělo úporné průjmy, a bylo tedy mimo dosah.

### Statistické sylogismy
Klamy vyplývající z nepřiměřeného, absolutního zobecnění, ze záměny platnosti obecných pravidel a jejich výjimek.
- Je špatné ubližovat zvířatům. Tudíž bys neměl udeřit ani psa, co se ti pokouší prokousnout hrdlo.
- Humbert Starý pracoval šestnáct hodin denně v kamenolomu a dožil se sta let. Z toho plyne, že kdo se chce dožít sta let, musí pracovat šestnáct hodin denně v kamenolomu.

## Kauzální klamy

### Chybná časová následnost (post hoc ergo propter hoc)
Z toho, že dva jevy následují po sobě, se mylně usuzuje, že mezi nimi existuje příčinná souvislost. O příčinné souvislosti hovoříme, pokud první jev nutně implikuje jev druhý (tedy pokud po prvním jevu nutně následuje jev druhý), i když není nutné, aby byl první jev jedinou možnou příčinou jevu druhého. Příkladem příčinné souvislosti může být smrt po ztrátě velkého množství krve – ztráta velkého množství krve způsobí smrt, ale není její jedinou možnou příčinou.
- Turbulence začaly těsně po tom, co se začala podávat káva. Podávání kávy tedy způsobilo turbulence.
- Týden jsem měl chřipku, ale potom jsem začal pít ananasový džus a chřipka přešla. Ananasový džus tedy léčí chřipku.

### Společná příčina
Tvrdíme, že dva jevy jsou ve vztahu příčina – následek, zatímco ve skutečnosti nesouvisejí nebo mají skrytou společnou příčinu.
- Mám takovou horečku, že se mi na celém těle udělala vyrážka.

### Nevýznamná příčina
Mezi dvěma jevy neexistuje žádná kauzální spojitost (případně existuje, ale v porovnání s ostatními příčinami je nevýznamná).
- Nedojedl jsi ovesnou kaši. Děti v Kamerunu kvůli tobě hladovějí.

### Obrácená kauzalita
Záměna příčiny a následku.
- Častější používání kondomů způsobuje rozšíření AIDS.

### Větší počet příčin
Jev má větší počet příčin, ale je označena jen jedna z nich.
- Druhou světovou válku způsobila politika appeasementu.

### Odvození z minulosti
Nebo také genetický omyl. Jde o přesvědčení, že je možné povahu jevu odvodit z jeho původu, zdroje nebo počátku, nebo zamítnutí něčeho s poukazem na to, že to má podezřelé počátky nebo historii.
- Australanům se nedá věřit – vždyť Austrálie vznikla jako trestanecká kolonie, takže to jsou všechno potomci kriminálníků.
- Neměl bys volit Stranu mírného pokroku v mezích zákona, protože její zakladatel byl známý opilec a výtržník. Ten je sice dávno mrtvý, ale strana je s jeho jménem stále spojena. Osobnost dávného zakladatele strany nemusí mít nic společného s jejím současným programem a politikou.
- Je třeba odmítat boj proti kouření, protože první stát, který systematicky bojoval proti kouření, bylo nacistické Německo.

Oblíbenou aplikací tohoto omylu je odvozování podstaty věci z původu jejich slovního označení (etymologie).
- Copak jsem Chorvat, abych nosil kravatu? České slovo kravata skutečně má takový etymologický původ, jeho současný význam je už ale jiný.
- Stejnopohlavní manželství je chyba, protože slovo „manželství“ v sobě obsahuje slova „muž“ a „žena“. Ačkoli moderní český výraz manželství tak skutečně bývá etymologicky vykládán (etymologický výklad je však problematičtější, viz manžel), nijak to nesouvisí s podstatou manželství jako právního institutu.

Tento typ klamu nezohledňuje skutečnost, že v průběhu vývoje jazyka (nebo při přejímání z jiných jazyků) dochází nejen ke změnám formy slova, ale i ke změnám jeho významu: slovo pivo původně znamenalo „jakýkoli nápoj“, až později se jeho význam specializoval na určitý druh nápoje, slovo pudr (z francouzského poudre) znamená ve francouzštině „prach“, v češtině se však jeho význam zúžil na určitý typ líčidla.  Historický význam určitého slova je tedy pro definici jeho současného významu irelevantní.

## Jde o něco jiného

### Důkaz kruhem (petitio principii,begging the question)
Výrok, který by řečník měl dokázat, se již předem předpokládá. (Výrok je nenápadně zahrnut do premis.)
- Bible je pravdivá, protože je inspirovaná slovem Božím, což víme, protože se to v ní píše.

### Irelevantní závěr
Důkaz dokazuje něco jiného, než předmětné tvrzení. Někdy se do této kategorie zahrnují i argumenty ad hominem a jim podobné.
- Uvědomte si, jak dlouho je na světě kreacionismus a jak dlouho evoluční teorie. Proto je kreacionismus pravdivější. — Dokazuje stáří teorií, ale nikoliv pravdivost.
- Takže jak jsem ukázal, měl obžalovaný nešťastné dětství a ve škole ho každý den spolužáci bili rezavým řetězem a nutili ho jíst penál. Žádám tedy, aby byl obžaloby v plném rozsahu zproštěn.
- Ti, kteří jsou na posledních místech kandidátní listiny, jsou nezkorumpovatelní, protože nemají žádnou zkušenost s politikou. Proto byste jim měli dát preferenční hlasy. — To, že ještě neměli možnost ukázat, jestli jsou schopní korupce, neznamená, že korupce opravdu schopní nejsou.

Variantou tohoto klamu je klam irelevantního cíle, který něco zpochybňuje tvrzením, že to nedosáhlo cíle, o který ale ve skutečnosti nikdy nešlo.
- K čemu je NASA, když dodnes nedokázala postavit stálou základnu na Měsíci?

### Podsunutý argument (slaměný panák,straw man)
Podstatou klamu je předložit (slabý až hloupý) argument, který se podobá argumentu protistrany, ale který ve skutečnosti protistrana nezastává, pak argument demonstrativně vyvrátit a tím budit zdání, že se všemi argumenty protistrany se lze takto snadno vypořádat.
- Zastánci tvrzení, že existuje mimozemský život, jistě budou argumentovat tím, že Giovanni Schiaparelli pozoroval na Marsu stavby, které vypadají jako kanály postavené inteligentními bytostmi, což prý mělo dokazovat, že Mars je obydlený. To je ale nesmysl: už dávno bylo dokázáno, že šlo pouze o optické klamy. Stejně je to se všemi argumenty zastánců mimozemského života: dříve nebo později se prokáže, že to byly nesmysly. Každý rozumný člověk tedy musí uznat mimozemský život neexistuje.
— Řečník se snaží dokázat, že mimozemský život neexistuje. Cituje jeden z dříve uváděných argumentů pro existenci mimozemského života, který skutečně byl v 19. století vysloven a seriózně zvažován (především Percivalem Lowellem), ale následně dalšími pozorováními vyvrácen a dnes už jej ani zastánci mimozemského života nepoužívají. Tento argument snadno vyvrátí a snaží se vzbudit dojem, že také všechny ostatní argumenty pro mimozemský život jsou vyvrácené nebo snadno vyvratitelné. Řečník nebojuje proti pozicím a argumentům, které protivník reálně zastává, ale proti „slaměnému panáku“, který si uměle vytváří.
- Gagarin vyletěl do nebes a Boha nikde neviděl, Bůh tedy neexistuje.
— Tento výrok byl často užíván při protináboženské kampani v zemích sovětského bloku. Řečník se snaží dokázat Boží neexistenci tím, že Bůh nebyl přímo pozorován při Gagarinově letu do kosmu. Většina náboženství přitom chápe Boha jako bytost, která není vnímatelná lidskými smysly, její přímé pozorování při jakékoli příležitosti je tedy z podstaty věci nemožné a absence tohoto pozorování nijak nedokazuje její neexistenci. Řečník neútočí na koncept Boha tak, jak je ve skutečnosti chápán zastánci Boží existence, místo toho si implicitně vytváří „slaměného panáka“: představu, že Bůh je pozorovatelný lidskými smysly, nachází se ve vesmíru a nutně by tedy musel být spatřen při Gagarinově letu do kosmu. Existenci takto chápaného pojetí Boha (které ve skutečnosti nikdo nezastává) pak vyvrací tím, že při Gagarinově letu do kosmu pozorován nebyl, a zaměňuje toto vyvrácení za důkaz Boží neexistence.

### „Žádný pravý Skot“ (ad hoczáchrana)
Řečník pronesl nějaké tvrzení, které bylo následně oponentem zpochybněno. Místo toho, aby řečník uznal, že se mýlil, nebo aby vyvrátil oponentův protiargument, prohlásí, že se oponentův argument na jeho tvrzení nevztahuje, že to, co uvedl oponent jako protipříklad, je výjimka a podobně. Autorem názvu je britský filosof Antony Flew, který příklady tohoto klamu zahrnující Skoty využil v několika svých knihách.
- A: „Žádný Skot si nesladí ovesnou kaši.“ – B: „Ale můj strýček Angus je Skot a ovesnou kaši si sladí.“ – A: „To je možné, ale žádný pravý Skot si nesladí ovesnou kaši!“
- A: „Křesťané eutanazii odmítají.“ – B: „Jakto? Třeba významný švýcarský teolog Hans Küng v knize Dobrá smrt? eutanazii hájí.“ – A: „No dobře, Hans Küng se sice označoval za křesťana, ale ve skutečnosti to byl heretik a jeho názory byly s křesťanskou vírou v rozporu. Pravověrní křesťané eutanazii odmítají.“
- A: „Komunismus je cesta ke spravedlivému světu.“ – B: „Ale komunismus se neosvědčil. Ve 20. století to zkoušelo mnoho zemí a všude vedl ke katastrofě.“ – B: „Ano, jenže to nebyl opravdový komunismus.“

## Závěr nevyplývá z premis (non sequitur)
Klamy založené na špatném používání implikace.

### Doložení vyplývajícího
Předpokládá, že automaticky platí i opačná implikace.
- Každý policista je státní zaměstnanec. Já jsem státní zaměstnanec, a tudíž musím být policista.
- Každý ježek je zvíře. Péťa je zvíře – tudíž Péťa je ježek.

### Zamítnutí předešlého
Říká, že v případě neplatnosti předpokladu nemůže platit ani závěr. Implikace přitom neříká vůbec nic o tom, co se stane, když předpoklad nebude platit.
- Řekl: „Jestli mi nedáš bonbón, kopnu tě.“ Takže když mu bonbón dám, nemůže mě kopnout.

### Inkonzistence
Klam založený na tvrzení, že jsou pravdivé dva odporující si výroky. Může být založen i na používání obecných pravidel místo výjimek a naopak (vizte statistické sylogismy).
- V žádném případě fyzicky neublížím živé bytosti. Tu slepici jsem zastřelil, protože do mě klovala. Proto splňuji předpoklady pro funkci MírumilovnéhoOchráncePřírody.